# Entada rheedei
Espèce
Classification phylogénétique
Entada rheedei, aussi connue sous le nom de cacoon vine en Jamaïque, de liane sabre ou de liane de Saint Thomas en Asie du Sud-Est ou d'« herbe à rêves africaine », est une espèce de plantes à fleurs de la famille des Fabaceae. C'est une grande liane à tige ligneuse. Ses graines ont une paroi épaisse et résistante qui leur permet de survivre à de longues périodes dans l'eau de mer.

## Nom
Elle a été publiée pour la première fois sous le nom E. rheedii en honneur du botaniste néerlandais Hendrik van Rheede (1637–1691), mais ce nom doit être corrigé en Entada rheedei d'après le Code de nomenclature.
Synonymes
- E. monostachya DC.
- E. pursaetha DC.

## Utilisation traditionnelle

### Afrique
Cette espèce enthéogène est employée dans la médecine traditionnelle africaine pour susciter des rêves et entrer en contact avec le monde des esprits. Les cotylédons sont consommés directement, ou hachés, séchés et mélangés avec d'autres plantes comme du tabac et fumés juste avant le sommeil pour susciter les rêves désirés.
La plante est aussi utilisée en pommade pour traiter la jaunisse, le mal de dents, les ulcères et les troubles musculo-squelettiques. Les graines sont aussi recherchées comme bijoux et comme amulettes.

### Asie du Sud-Est
Au Cambodge, les feuilles de la liane de Saint Thomas sont consommées comme légume. L'écorce est utilisée pour faire des cordages et des filets. Elle sert aussi en pharmacopée.
Les graines de la liane sabre ou « rotules » (អង្គញ់ [âng-kunh]) sont utilisées pour jouer à un jeu très populaire, généralement pratiqué à l’époque du nouvel an khmer (mi-avril).
Au Viêt-Nam, elles sont employées en pharmacopée pour rétablir l'écoulement du sang après l'accouchement.

## Distribution
Ses graines sont fréquentes sur les plages de l'est ou du sud de l'Afrique, où elles ont été apportées par les fleuves. La plante pousse le long des cours d'eau, dans les estuaires et les forêts marécageuses.
Son mode de dispersion fait qu'elle est largement distribuée dans les pays tropicaux et subtropicaux, sauf les Amériques. On la trouve notamment dans tous les pays d'Afrique tropicale jusqu'en Afrique du Sud, en Asie du Sud jusqu'au Népal, en Asie du Sud-Est, ainsi qu'en Papouasie Nouvelle-Guinée et en Australie dans le Queensland.

## Galerie

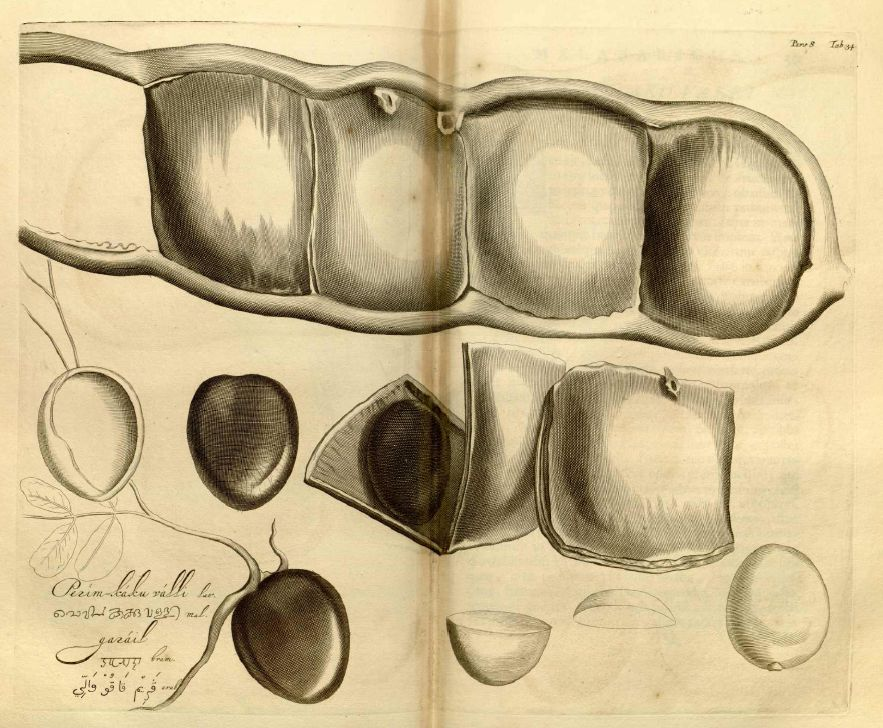
Gousse et graines (illustration de l’Hortus Indicus Malabaricus d'Hendrik van Rheede, 1678).
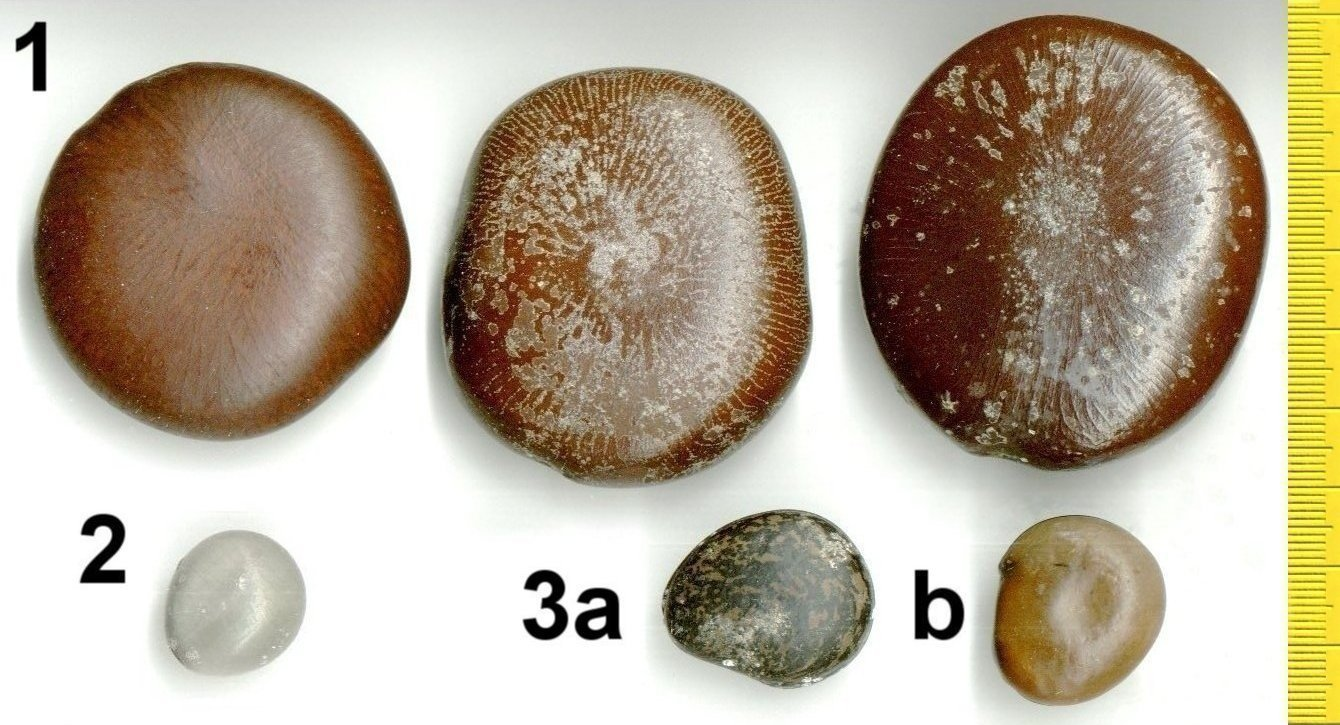
Côte du Mozambique, 2004 : Graines d'Entada rheedei (1), de Guilandina bonduc (2) et de Mucuna gigantea  (3 a et b).
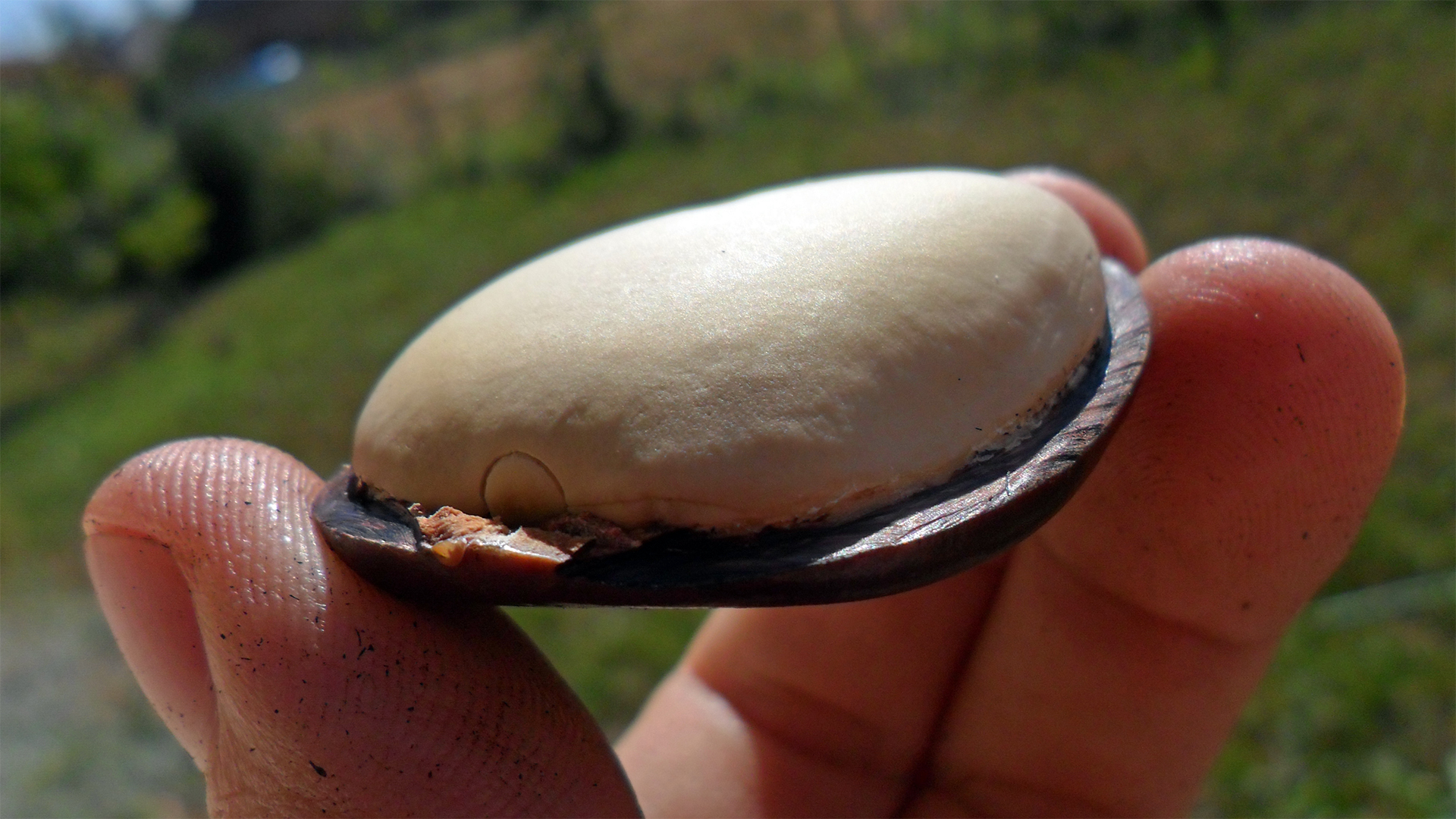
Graine ouverte montrant un des deux cotylédons.
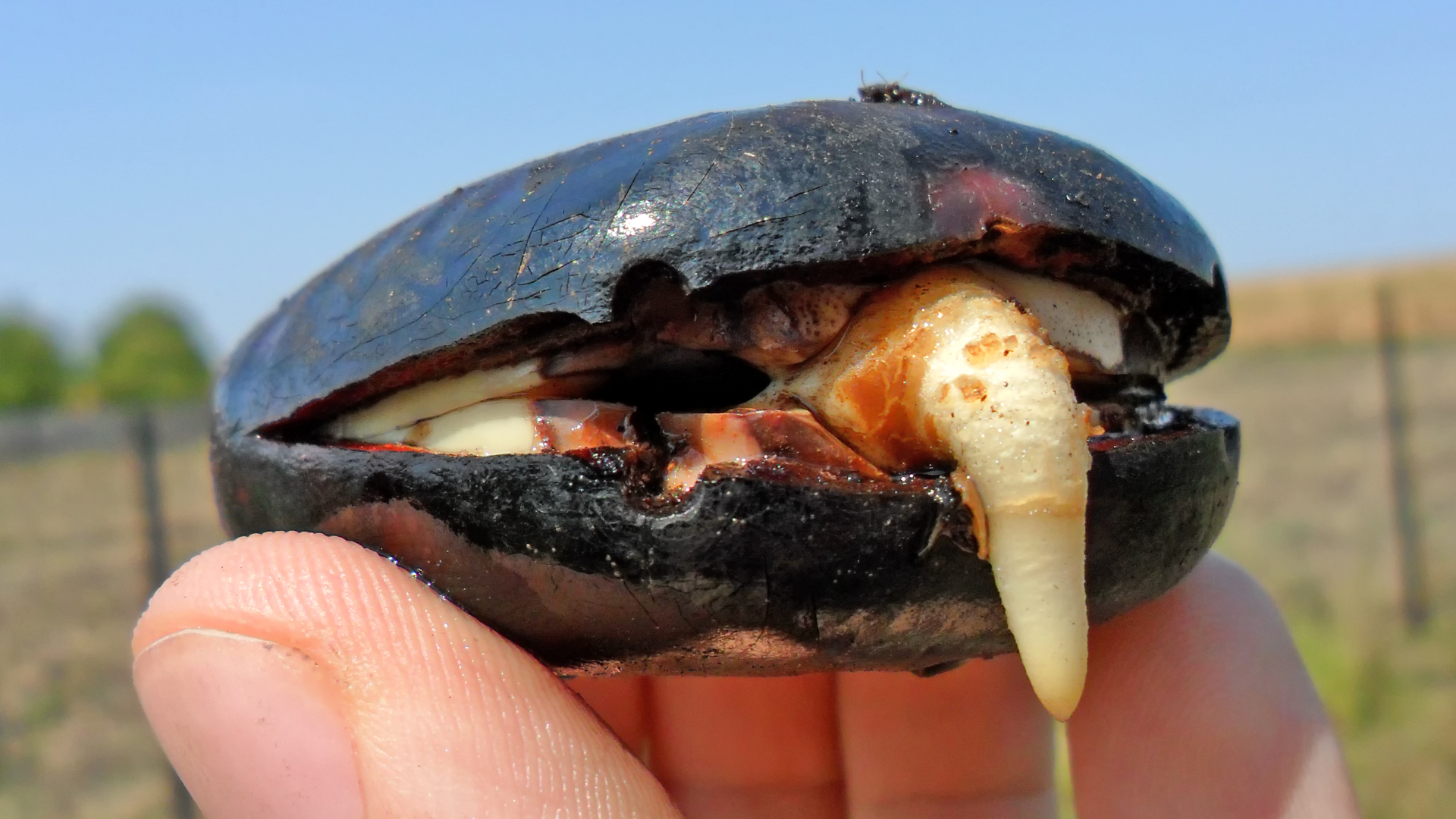
Graine en train de germer.
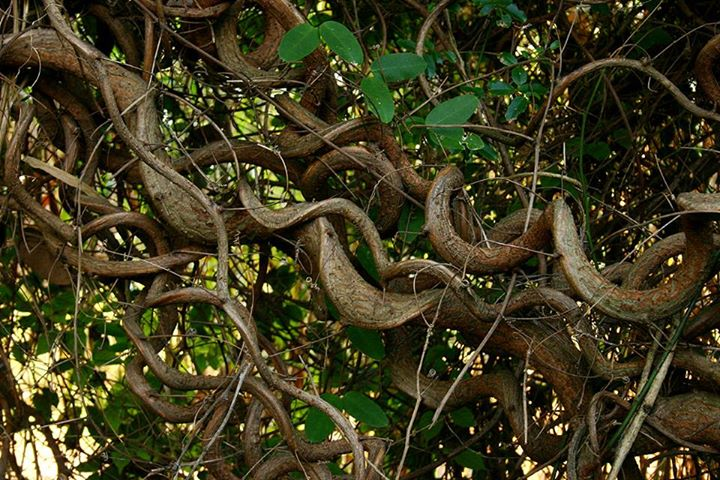
Troncs ligneux.
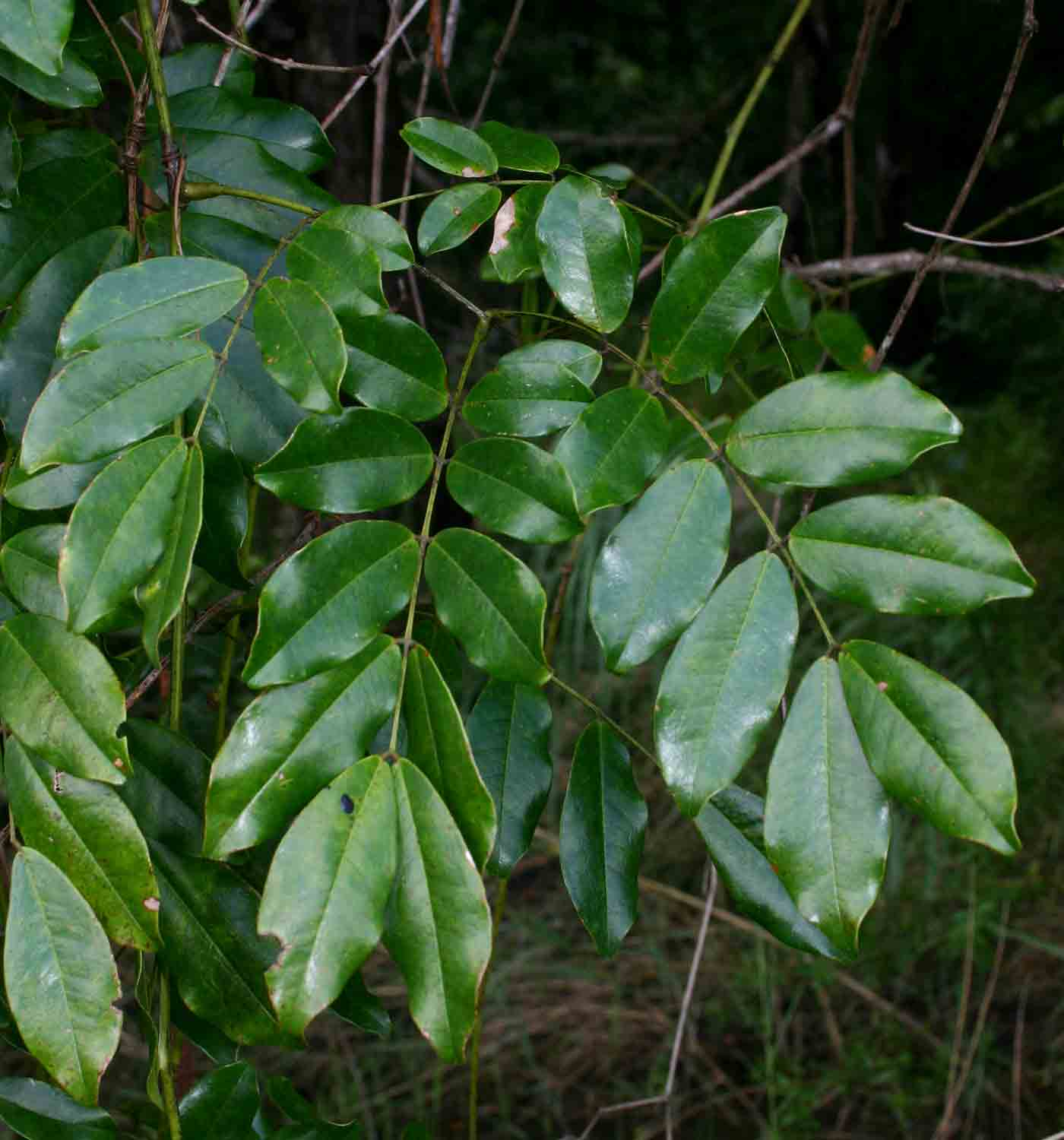
Feuilles.
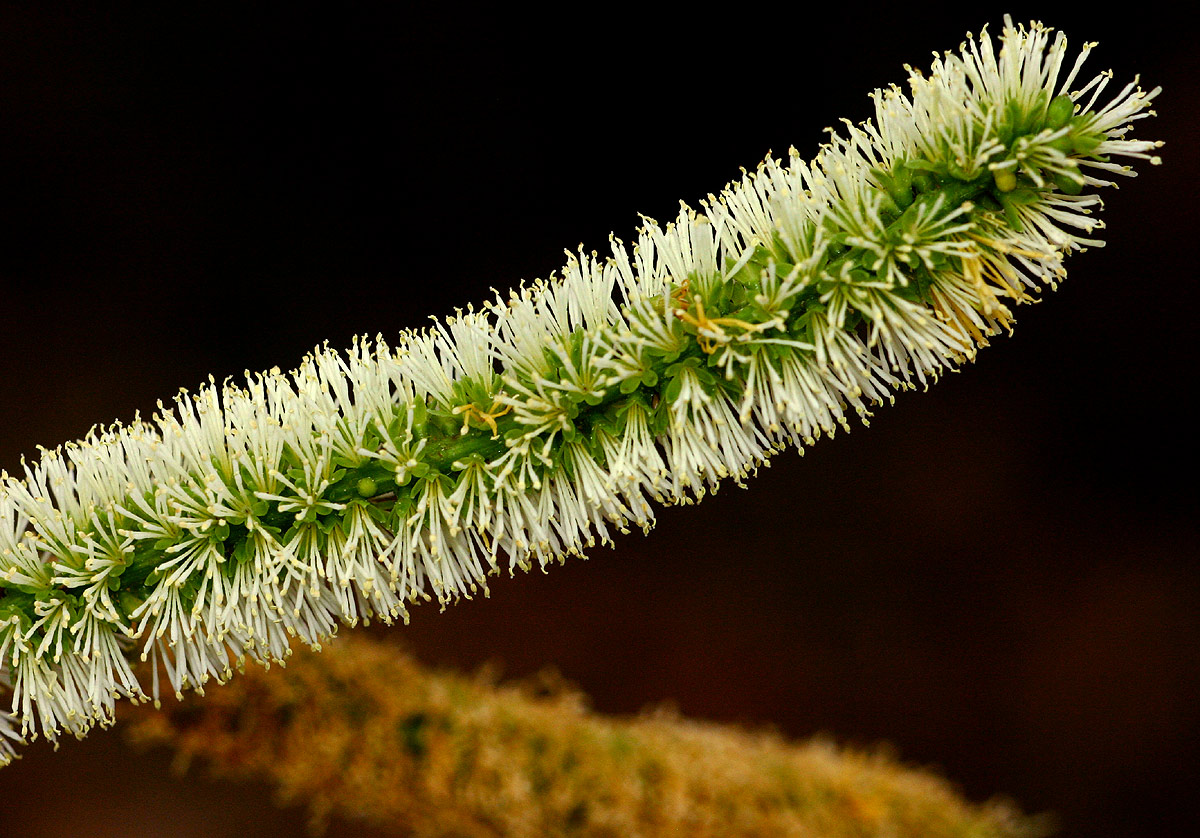
Épi floral.
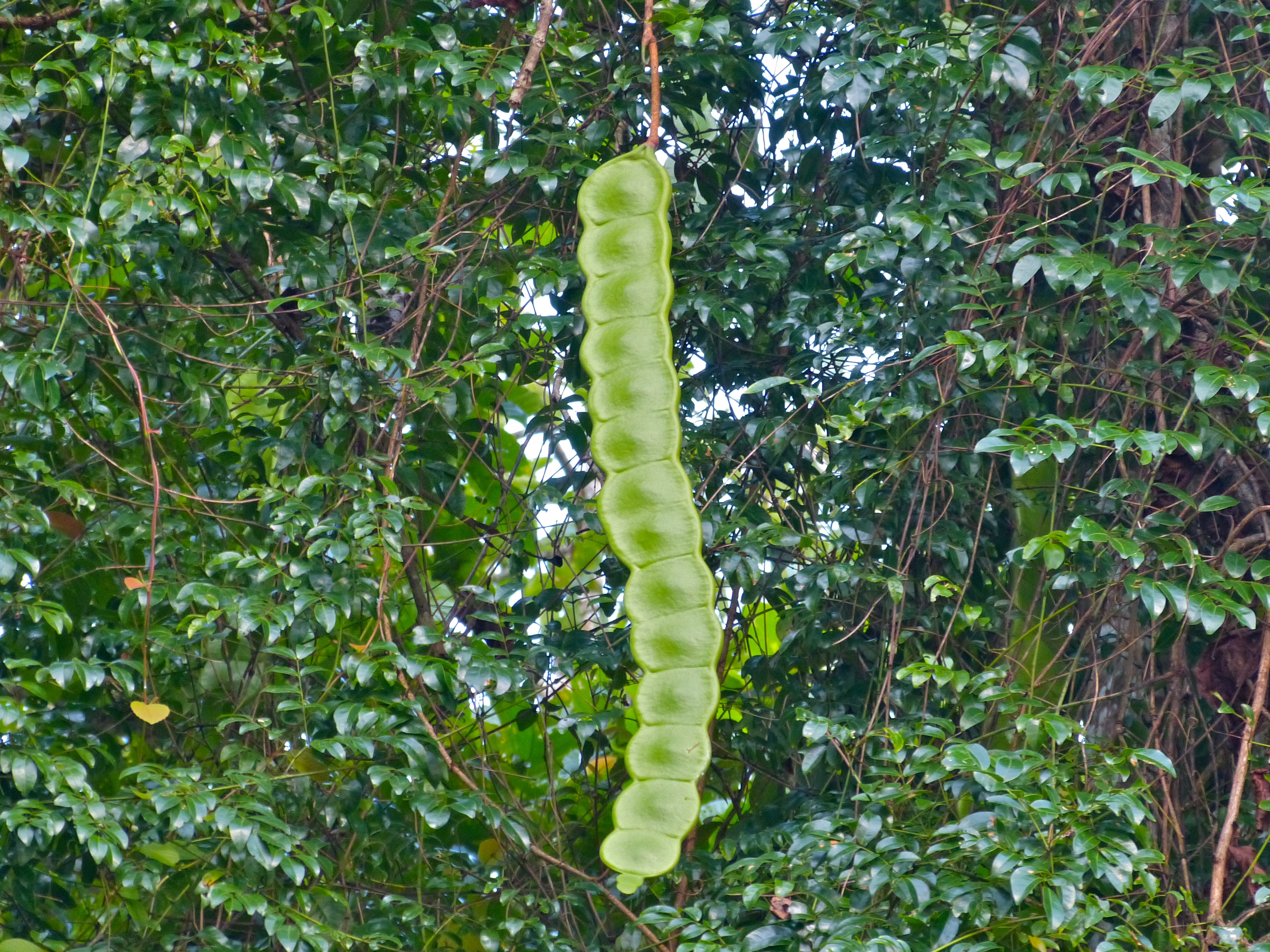
Gousse (Sabah, Malaisie).